# Christian Rieu
Christian Rieu, né le 6 mai 1952 à Avignon, est un coureur cycliste français, professionnel en 1974 et 1975.

## Palmarès
- 1973
  - Paris-Blancafort

## Résultats sur les grands tours

### Tour d'Espagne
1 participation
- 1974 : abandon (6e étape)